# Прибузький заказник
Прибу́зький заказник  — ландшафтний заказник місцевого значення в Україні. Розташований на північний схід від села Печера Тульчинського району Вінницької області. 
Площа 62,3 га. Оголошений відповідно до Рішення 13 сесії Вінницької облради 22 скликання від 26.12.1997 року. Перебуває у віданні Печерської сільської ради. 
За фізико-географічним районуванням України (1968 р.) територія заказника належить до Гнівансько-Гайсинського району області Подільського Побужжя Волино-Подільської височини Дністровсько-Дніпровської лісостепової зони. Для цієї області характерні розчленовані глибокими долинами лесові височини з сірими опідзоленими ґрунтами, тобто з геоморфологічної точки зору описувана територія являє собою ерозійно-акумулятивно-денудаційну сильнохвилясту рівнину.
В межах заказника по правому березі р. Південний Буг відслонюються граніти у вигляді вертикальних стінок висотою 30-35 метрів. Експозиція переважно північна. Спостерігається чергування відкритих та вкритих лісом ділянок. На кам'яних стінках утворюються різні форми мікрорельєфу- вертикальні та горизонтальні тріщини, полиці різного розміру (0,5-2 м.), що створює строкатість еколого-топологічних умов і обумовлює формування різних рослинних угруповань.
Клімат території помірно континентальний. Для нього характерне тривале нежарке літо і порівняно недовга, м'яка зима. Середня температура січня становить —6 °C, а липня +19 °C. Річна кількість опадів — понад 500 мм.
За геоботанічним районуванням України (1978 р.) територія належить до Вінницького (Центральноподільського) округу Подільсько-Бесарабської провінції Європейської широколистяної області.
Специфічним є рослинний світ скелястих відслонень гранітів. У тріщинах з незначним накопиченням ґрунту зустрічаються аспленій волосовидний, тонконіг стиснутий, очиток Рупрехта, різушка Таля, а в затіненні — багатоніжка звичайна, цистоптерис ламкий, герань Робертова.
На полицях, де ґрунт більш розвинутий, формуються угруповання з домінуванням костриці овечої, перлівки трансільванської, райграса високого, серед яких вкраплені плямами молодило руське, очиток їдкий, очиток шестирядний. Постійну участь в цих угрупованнях беруть ластовень лікарський, волошка рейнська, молочай кипарисовидний, самосил гайовий, цибуля овочева, цибуля подільська щавель горобиний, чебрець подільський, чебрець блошиний, деревій майже звичайний, перстач сріблястий, синяк звичайний, щебручка польова, герань Робертова, різушка Таля, маренка рожева, конюшина польова, підмаренник справжній, підмаренник м'який, дзвоники болонські, дзвоники ріпчастовидні. З чагарників зустрічаються рокитник австрійський, кизільник чорноплідний, калина цілолиста.
На вершині, де обривисті схили переходять у горизонтальну поверхню і формується ґрунт, поширені лучні угруповання з домінуванням костриці овечої, перлівки трансільванської, райграса високого з участю віскарії звичайної, сну чорніючого, наперстянки великоцвітої, смовді гірської, маренки рожевої, люцерни румунської, материнки звичайної, смілки звичайної, чебрецю подільського, перстача сріблястого, вероніки дібровної, ластовеню лікарського, фіалки польової, конюшини повзучої, конюшини альпійської, горошку чотиринасінного, молочаю кипарисовидного, жабриці звивистої, самосилу гайового, суниць лісових, свербіжниці польової, полину австрійського, гикавки сірої, вероніки колосистої, волошки рейнської, комонника лучного.
Там, де умови сприятливі, на скелях формується ліс: ясен звичайний, липа серцелиста, в'яз голий, з участю явора, клена татарського, клена польового. Часто трапляється бруслина бородавчаста та гродовина. В трав'янистому ярусі зустрічається рідкісний для України центральноєвропейський вид — Скополія Карніолійська, а також шоломниця висока, яглиця звичайна, нижче — глуха кропива пурпурова, розрив-трава звичайна, медунка темна, гравілат міський, купина східна, зірочник ланцетовидний.
Таким чином об'єкт має велику наукову цінність, оскільки виходи гранітів на рівнині в межах України мають локальне поширення та характеризуються специфічною флорою.

## Галерея

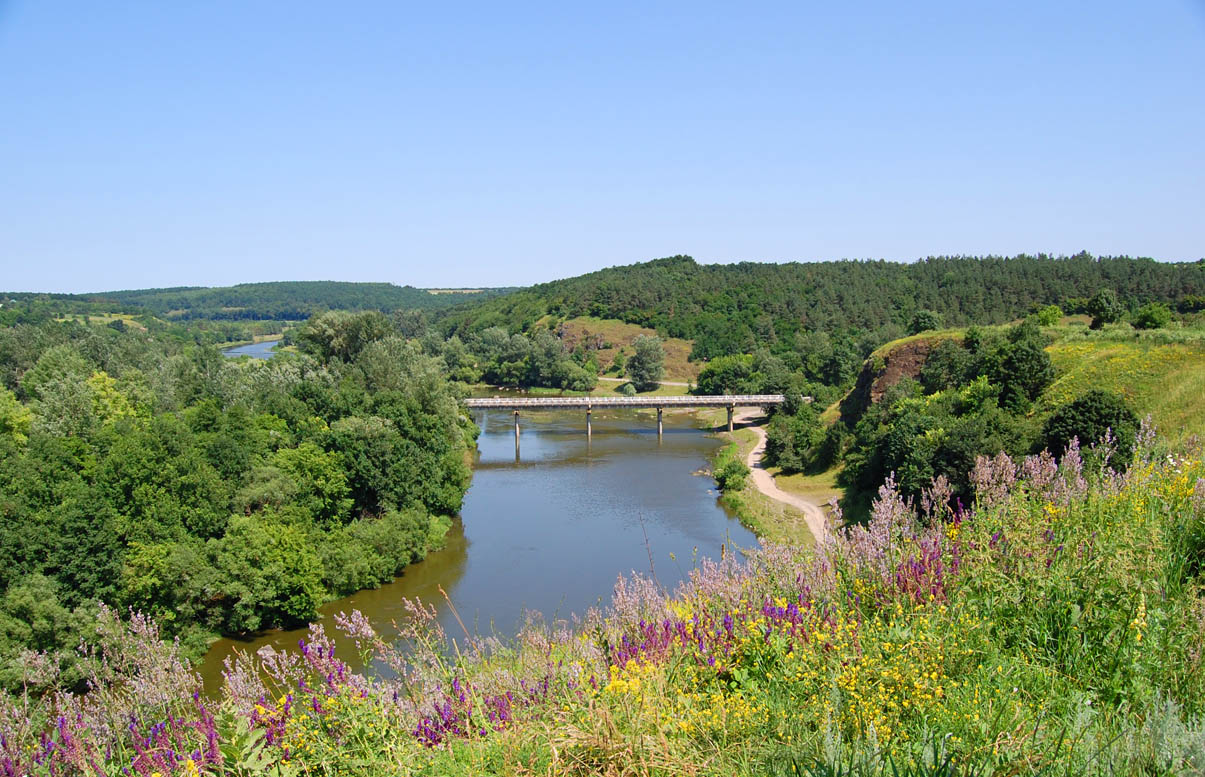
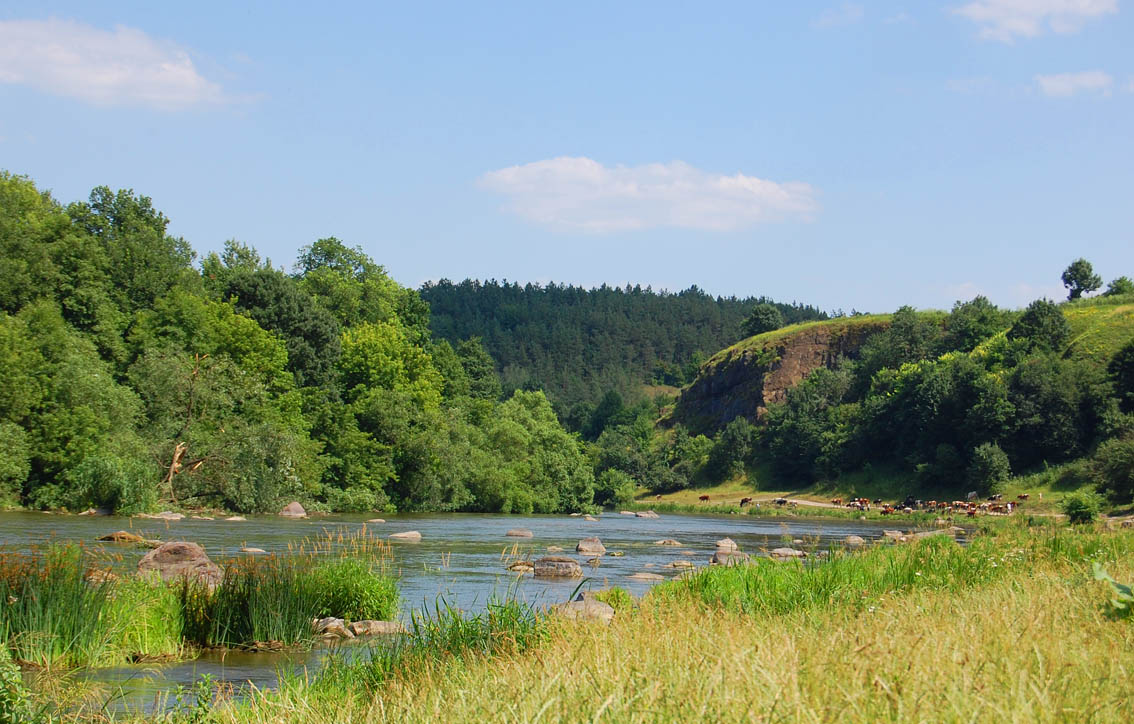
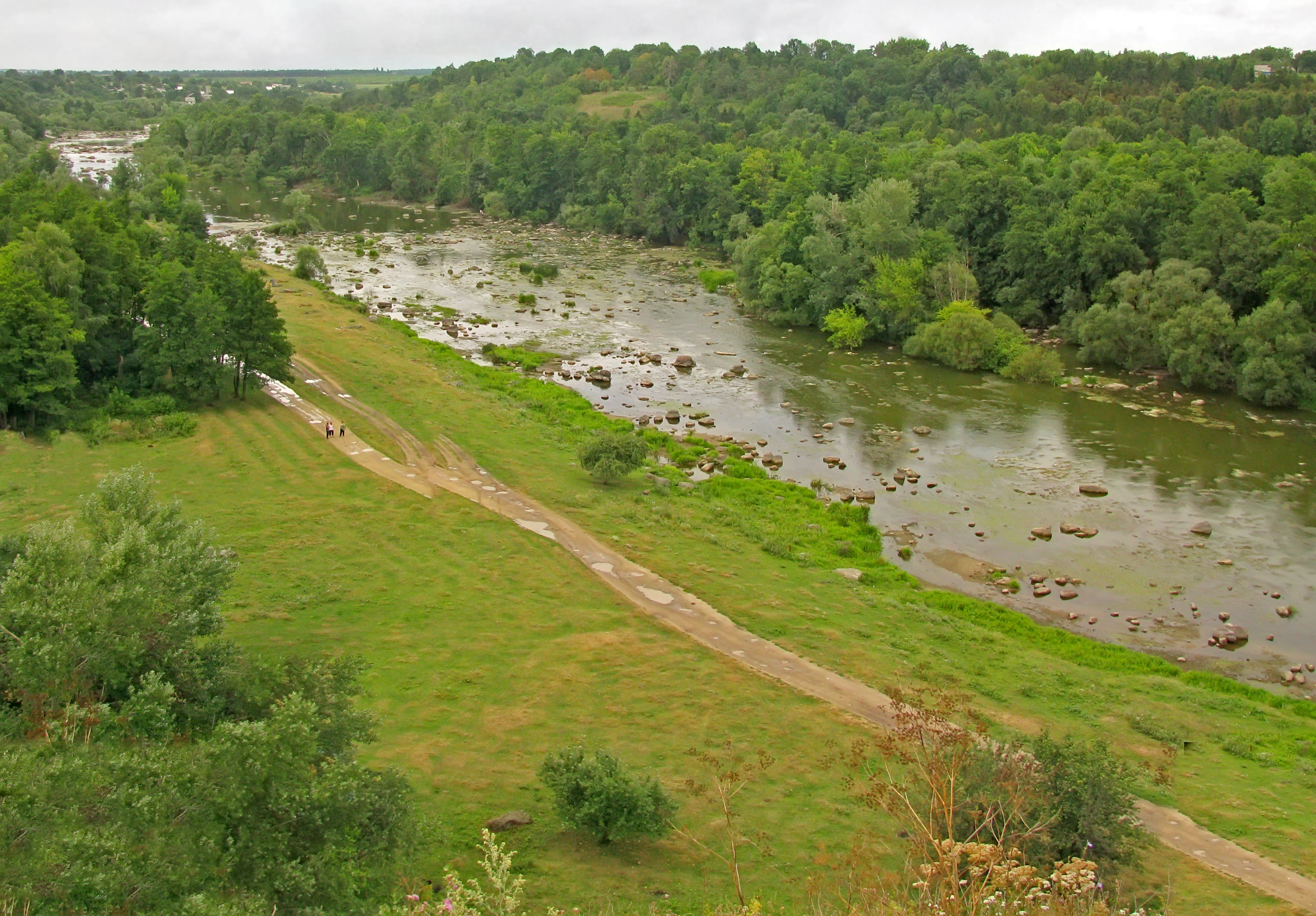
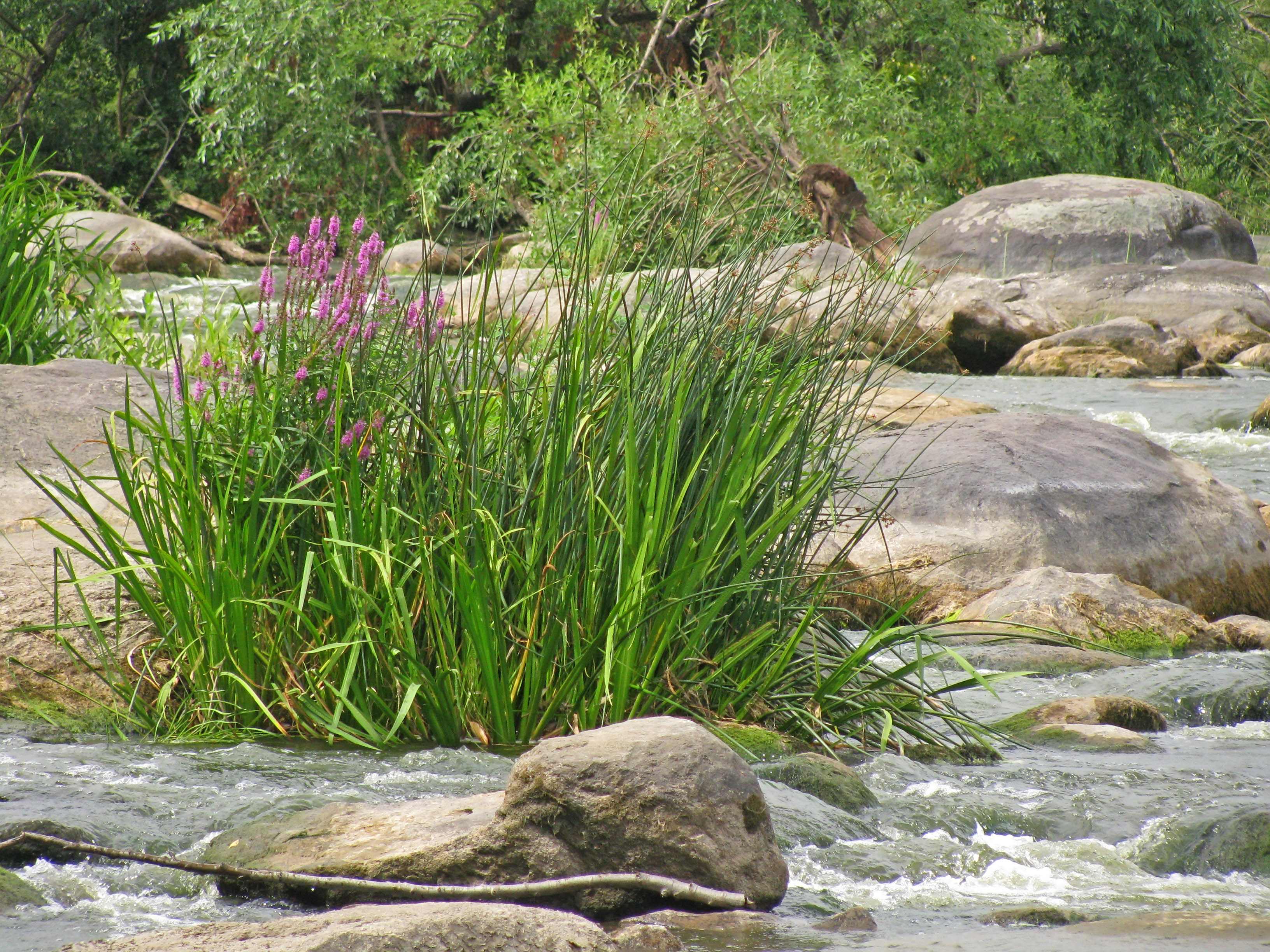
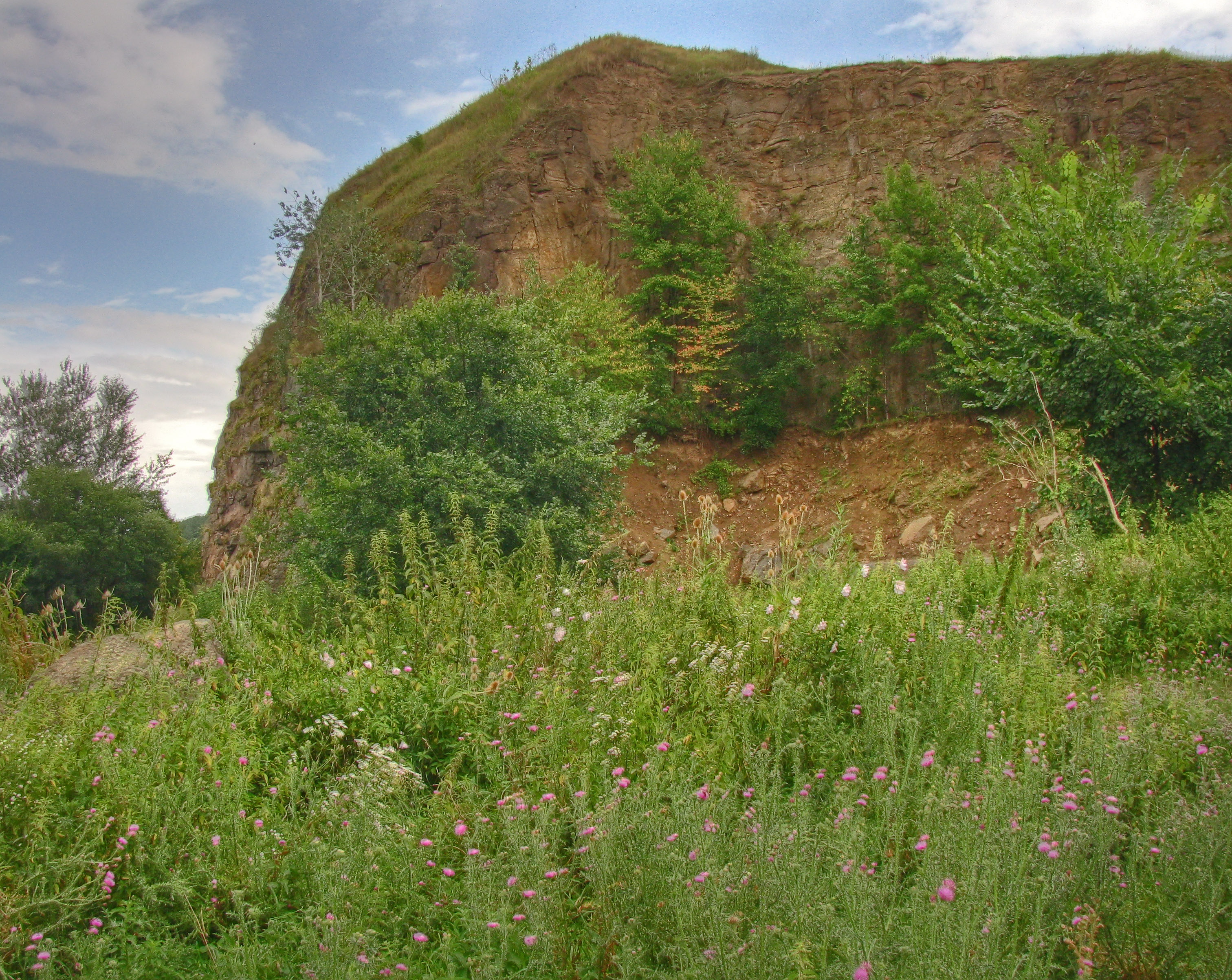
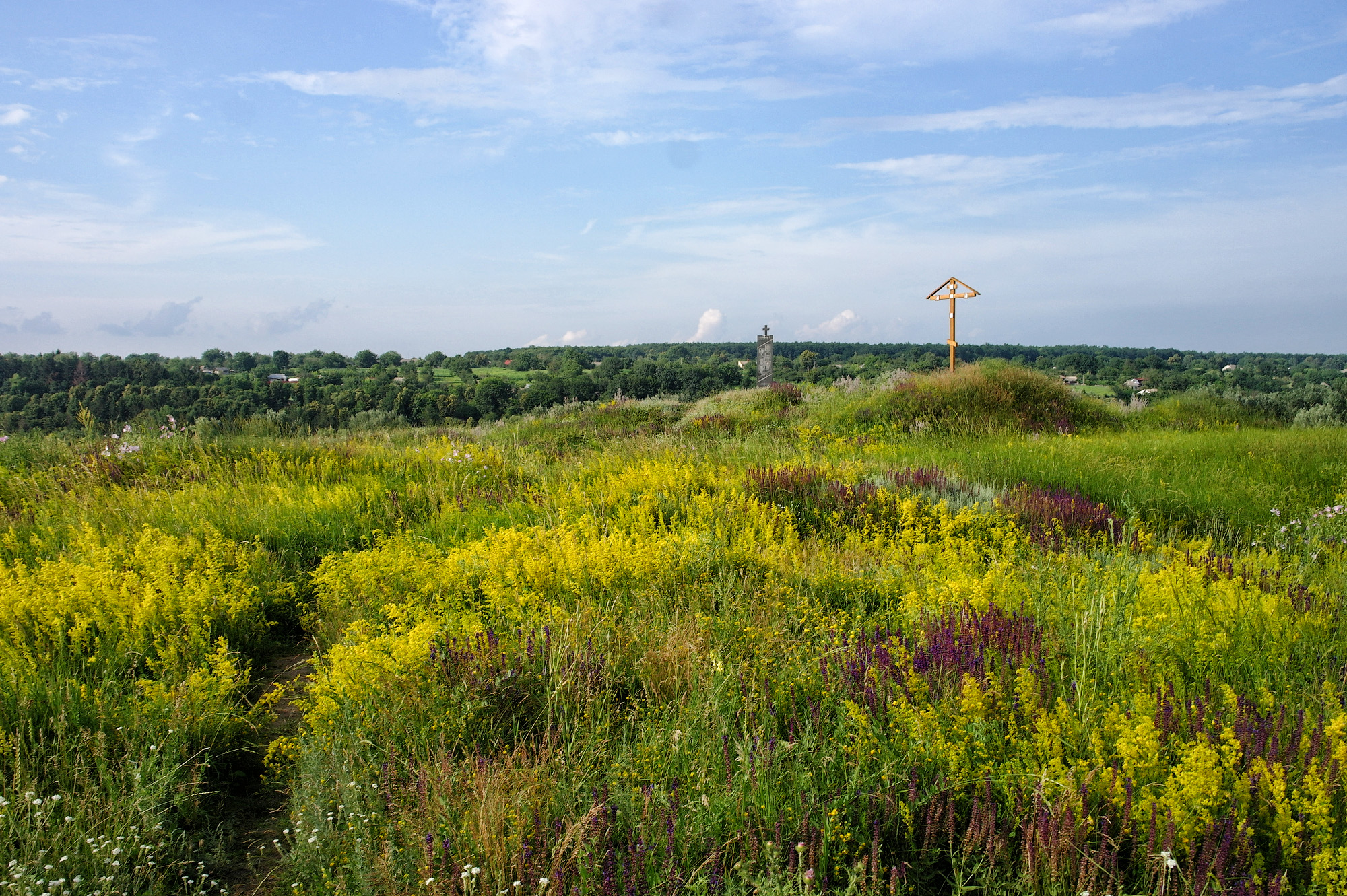
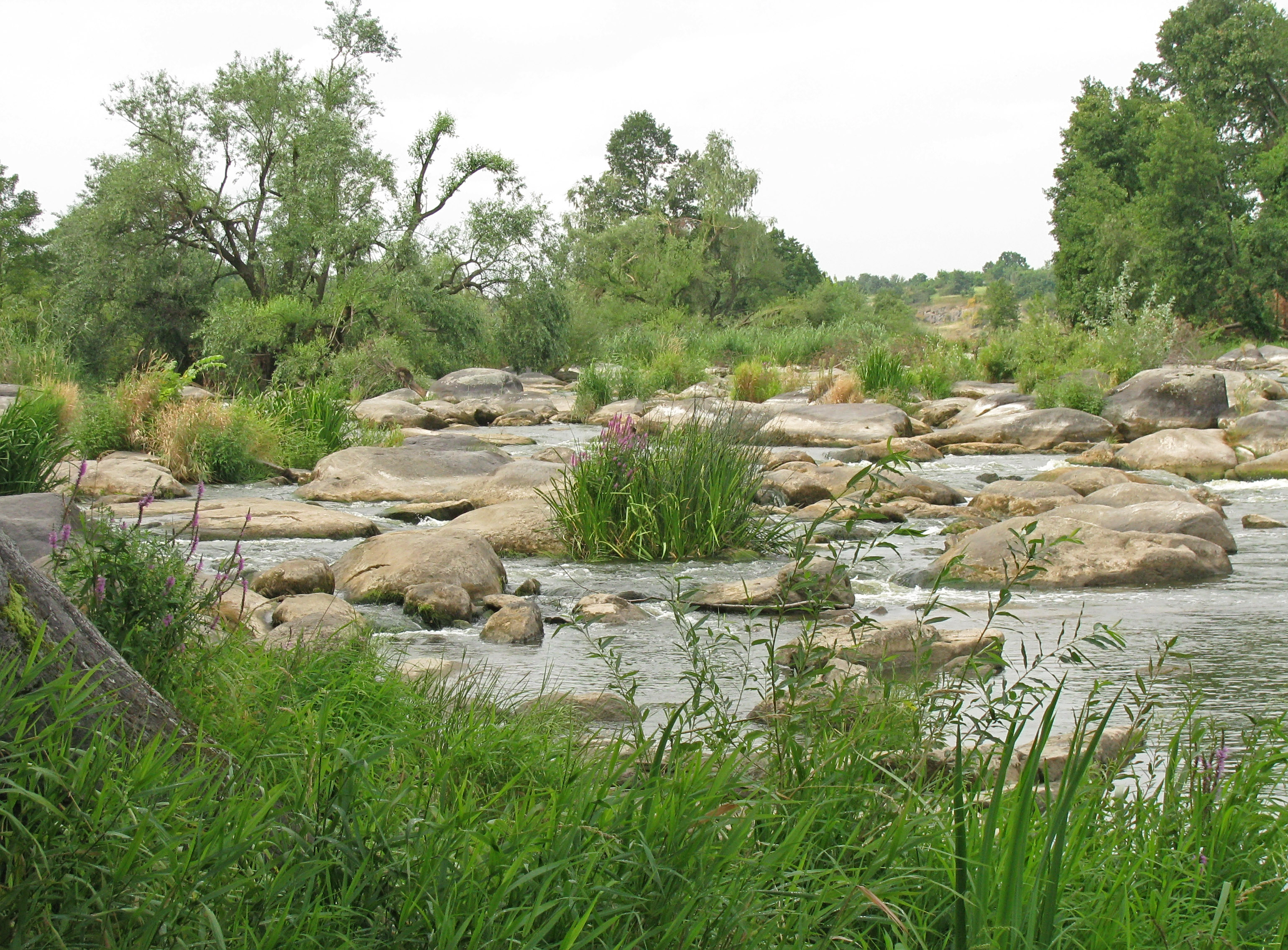